# Gutshof „Schulze Heil“

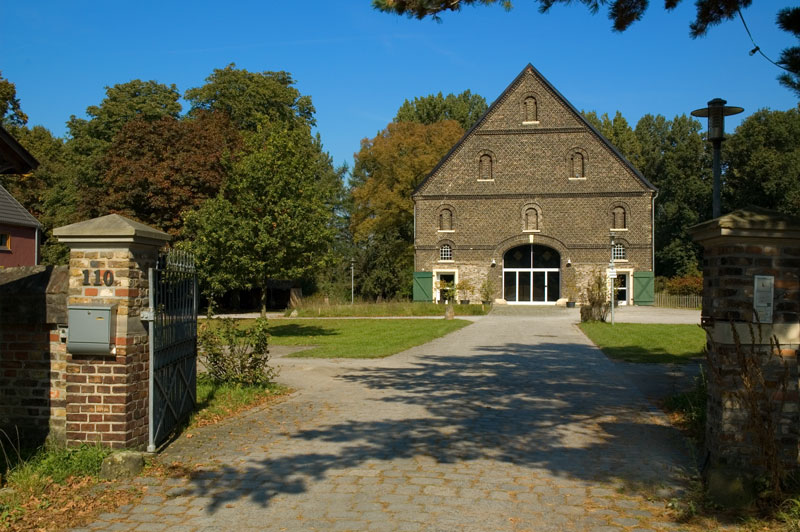
Ökologiestation auf dem Gutshof

Der ehemalige Hof Schulze Heil in Bergkamen beherbergt in der gemeinsamen Trägerschaft des Kreises Unna und des Regionalverbandes Ruhr die Ökologiestation des Kreises Unna mit Sitz verschiedener Umweltschutzverbände und -einrichtungen.

## Geschichte
Gegen Ende des 15. Jahrhunderts wurde der bis dahin von den Ordensbrüdern des unweit gelegenen Klosters Cappenberg bewirtschaftete Hof als Erbpacht an die Bauernfamilie Schulze Heil übergeben. Dazu gehört auch eine kleine, für die Gottesdienste der Ordensbrüder genutzte Kapelle. Die Familie nutzte den Schulzenhof über mehrere Generationen hinweg circa 500 Jahre lang. Sie erhielt auch das Recht, die Kapelle für eigene Eheschließungen, Taufen und Beisetzungen zu nutzen. Ab 1585 gab es damit eine katholische Enklave im ansonsten reformierten Kirchspiel. Ab 1802 verfiel die Kapelle aber zusehends und wurde 1878 abgebrochen, Gründe dafür waren der Umzug des Hofes und die Aufhebung des Cappenberger Stifts. An der ehemaligen Position der Kapelle befindet sich heute der Kühlturm des Kraftwerkes Heil. Nach dem Zweiten Weltkrieg wurde am Fundort einer alten Grabsteinplatte von 1730 eine neue Kapelle errichtet, sie hat als Schlussstein noch die Rosette aus der ehemaligen Kapelle. 2003 wurde diese Kapelle renoviert.

## Heutige Nutzung

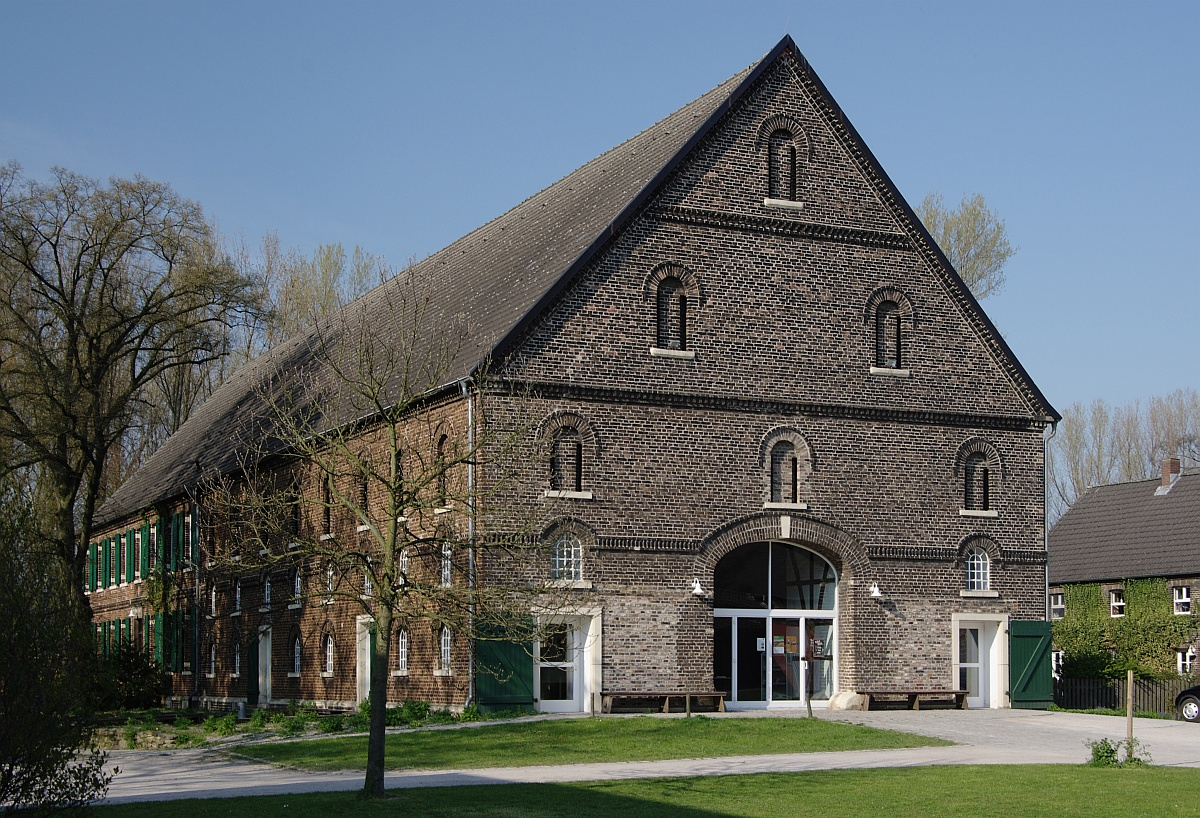
Hofgebäude

1864 wurde der Hof an der heutigen Stelle in zeitgemäßerer Ausstattung neu errichtet. 1994 bis 1995 wurde der Hof im Rahmen der IBA Emscherpark zur Ökologiestation umgebaut. Das Haupt- und das Melkerhaus stehen unter Denkmalschutz. In den Folgejahren wurden weitere Gebäude renoviert und anderen Nutzungen zugeführt. Die Umgebung wurde aufgearbeitet, der alte Bauerngarten wieder rekultiviert, ein Bienenlehrpfad angelegt, der große Teich gesichert. Regenwasser wird in Zisternen gesammelt und zur WC-Spülung genutzt, das Abwasser wird nach der alten Dreikammerkläranlage noch einem Pflanzenklärbecken mit Schilf zugeführt, bevor es über den Beverbach in die Lippe eingeleitet wird. Alle Einrichtungen werden auch zu Demonstrationszwecken genutzt. Finanziert wurden die Maßnahmen zu großen Teilen aus Mitteln des Ökologieprogramms im Emscher-Lippe-Raum (ÖPEL).
Die Ökologiestation ist Umweltbildungsstätte, Zentrum für naturschutzfachliche Arbeit und Forum für den ehrenamtlichen Naturschutz. Neben den Umweltschutzorganisationen sind naturnahe und artgerechte Produktions- und Verarbeitungsbetriebe auf dem Hof ansässig. Seit 1999 sind der ökonomisch arbeitende Fleischverarbeitungsbetrieb für Tiere aus umweltfreundlich artgerechter Haltung und seit 2004 der Musterstall für artgerechte Tierhaltung fester Bestandteil in der Umweltbildung.
In einem Giebelladen werden eigene Produkte (z. B. Honig, Apfelsaft, Kartoffeln, Einkochobst, Fruchtaufstriche, Bücher) vertrieben. Verschiedene Räume des Hofes werden für Veranstaltungen genutzt und können angemietet werden. Unmittelbar am Hof vorbei führt der nördliche Teil des Emscher Park Radweges.
2011 wurde dem Gebäudekomplex das 'Gästehaus Ökologiestation' hinzugefügt, das als Niedrigenergiehaus konzipiert und dessen Rohbau zweistöckig aus vorgefertigten Holzelementen zusammengesetzt wurde.
Im Jahr 2012 erreichte die ehemalige 'Ökologiestation des Kreises Unna' als Ökologiestation unter Verwaltung des Umweltzentrums Westfalen die maximale Belegung der Räumlichkeiten auf dem Areal. Bis zu einhundert Mitarbeiter arbeiteten in den vorhandenen Gebäuden und mussten zeitweise auf die Seminarräume des Gästehauses ausweichen. Die Schaffung weiterer Arbeitsräume durch Neubauten auf dem Außengelände war untersagt, ebenso wie Anbauten an die bestehenden Gebäude wie auch Erweiterungen durch Ausbau des Heubodens.

## Verbände und Einrichtungen
- Das Umweltzentrum Westfalen bewirtschaftet die Ökologiestation, betreibt Öffentlichkeitsarbeit, gibt das Veranstaltungsprogramm und verschiedene Publikationen heraus, führt Bildungsmaßnahmen durch, ist für Pilotprojekte und Kooperationen zuständig.
- Die Biologische Station, ehemals nur für den Kreis Unna zuständig[5], betreut die Naturschutzgebiete im Kreis Unna und Dortmund, kümmert sich dabei um die Pflege- und Entwicklungspläne, führt naturschutzfachliche Untersuchungen durch und sie gibt Stellungnahmen bei Eingriffsvorhaben in Naturschutzgebiete ab. Zusätzlich übernimmt sie Naturschutzaufgaben der Stadt Hamm.[5]
- Die Naturförderungsgesellschaft für den Kreis Unna e.V. als Betreiber der Biologischen Station und außerdem mit dem Forum „Ehrenamtlicher Umweltschutz“.
- Der Kreisverband Unna des Naturschutzbundes Deutschlands bietet Aktionen und Informationen zum praktischen Umweltschutz an.
- Der RVR Ruhr Grün – Parkstation & Forststützpunkt Ost bewirtschaftet die großen und kleinen Waldnaherholungs- und Naturschutzgebiete im Besitz des Regionalverbandes Ruhr (RVR) im Bereich östlicher Ballungsraum Ruhrgebiet.[5][6]